# Chrysalidocarpus pembanus
Espèce
Statut de conservation UICN

 VU D2 : Vulnérable
Synonymes
- Dypsis pembana  (H.E.Moore) Beentje & J.Dransf.   (1995)

Chrysalidocarpus pembanus est une espèce de plante de la famille des  Palmiers. On ne le trouve qu’en Afrique de l’Est, dans une petite île au large de la côte de Tanzanie , l'île de Pemba, où il pousse dans les forêts pluviales.
L'état de sa population sur la liste rouge de l'UICN est considéré en 2009, comme vulnérable,.

## Description
C'est un palmier de taille moyenne avec des troncs lisses, élancés, formant des rejets (cespiteux), atteignant 12 m de haut. Ses feuilles élégamment arquées sont en forme de V en coupe, avec  de superbes fruits rouge vif, oblong-ovoïde, 12-15 x 5-7 mm. C’est un palmier rare, facile, et de croissance rapide pour les tropiques, avec d'exceptionnelles qualités ornementales,,.

## Taxonomie
Chrysalidocarpus pembanus a été décrit par H.E.Moore et publié dans Principes 6: 109  en 1962 .
En 1995, après le passage du genre en synomyme, ce palmier a été renommé  Dypsis pembana (H.E.Moore) Beentje & J.Dransf. dans Palms Madagascar: 219 (1995), mais le genre Chrysalidocarpus a été ressuscité en 2022 après une nouvelle étude phylogénomique de la sous-tribu des Dypsidinae (Eiserhardt et al.).

### Étymologie
Chrysalidocarpus - nom générique venant du grec ancien χρυσαλλίς , « khrusallís » («doré») : or , et « carpos » : fruit ; au fruit doré .
pembanus -  en référence à l’origine de cette espèce sur l’ile de Pemba l'une des trois îles de l'archipel de Zanzibar en Tanzanie.